# Société nationale de constructions aéronautiques du Centre
La Société nationale de constructions aéronautiques du Centre (SNCAC) era un'azienda aeronautica francese creata dalla nazionalizzazione dei costruttori di aeromobili nel 1936.
Si è formata dal consolidamento degli stabilimenti Hanriot a Bourges, Farman a Boulogne-Billancourt e Loire-Nieuport di Issy-les-Moulineaux.
Ritenuta insufficiente come dimensioni venne incorporata nella Société nationale de constructions aéronautiques du Nord (SNCAN) nel 1949.

## Velivoli prodotti
- NC-223 (1938) quadrimotore ad uso militare (ex Farman).
- NC-420 (1939) idrovolante ad uso militare.
- NC-600 (1940) aereo da caccia
- NC-701 Martinet (1946) bimotore da trasporto.
- NC-840 Chardonneret (1947) aereo da turismo.
- NC-900 - 64 esemplari di Fw 190 A-5 e A-8 completati nel 1945 abbandonati dai tedeschi dopo la loro partenza.